# Anil Kapoor
  Anil Kapoor    (Bombai, 24 de desembre de 1959) és un actor i productor indi. Procedent d'una família que treballava al cinema, el seu pare i el seu germà eren productors, va decidir ser actor de ben jove. Dominant el cinema de Bollywood als anys 80 i principis dels 90 entre la jubilació d’Amitabh Bachchan i l'ascens de Shahrukh Khan, va aparèixer en més d'un centenar de pel·lícules i va rebre diversos premis prestigiosos. Torna a l'avantguarda amb la producció internacional i guanyadora de múltiples Oscars de Danny Boyle, Slumdog Millionaire.

## Biografia
Nascut el 24 desembre 1959 en un barri obrer de Bombai, Anil Kapoor és el fill petit del productor panjabi Surinder Kapoor. Als set anys va actuar a Tu Payal Main Geet, una pel·lícula que mai es va estrenar, però va ser una autèntica revelació per al jove Anil que va decidir que seria actor. Després d'assistir a l'escola Our Lady of Perpetual Succor, va ingressar al St Xaviers College on va guanyar un premi al millor actor en un concurs interuniversitari. Més preocupat pel cinema que pels seus estudis, és expulsat per absentisme. Després d'intentar inútilment entrar al Film Institute de Poona, es va matricular al curs d'actuació Roshan Taneja al qual va assistir assíduament mentre prenia classes de cant i dansa.
El germà gran d'Anil Kapoor, Boney, és un reconegut productor de Bollywood i ha donat a l'actor molts dels seus papers importants: Woh Saat Din (1983), Mr. India (1987), Pukar (2000), Sense entrada (2005). Està casat amb l'actriu Sridevi (tenen dues filles, inclosa l'actriu Janhvi Kapoor), amb qui Anil Kapoor ha realitzat diverses pel·lícules: Mr. Índia (1987), Lamhe (1991), Judaai (1997)... Sanjay, el petit dels germans, també és actor. La Reena, la seva germana, es va casar amb Sandeep Marwah amb qui dirigeix l'Asian Film and Television Academy (Nova Delhi), un establiment que ensenya professions de cinema. La dinastia fundada per Surinder Kapoor constitueix una de les famílies importants de Bollywood.
El 19 maig 1984, Anil Kapoor es va casar amb la top model Sunita Bhambhani amb qui va tenir tres fills. La més gran, Sonam, és actriu, va debutar a Saawariya (2007) de Sanjay Leela Bhansali.

## Carrera

### Els inicis
Després d'uns quants personatges secundaris, Anil Kapoor va començar realment la seva carrera amb Kahan Kahan Se Guzar Gaya (MS Sathyu, 1986), que només es va estrenar uns quants anys després de la seva producció. Per tant, només el 1983 va aparèixer a les pantalles en papers importants; primer a la primera pel·lícula kannada de Mani Ratnam, Pallari Anu Pallari, després a Bollywood a Woh 7 Din de Bapu, produïda pel seu germà Boney. La seva actuació es va notar i Yash Chopra el va cridar per Mashaal donant-li el seu primer èxit al costat de l'estrella Dilip Kumar. En aquesta sensible pel·lícula, interpreta un jove tapori (vagabund que viu de petits robatoris), un personatge en el qual es troba diverses vegades: Karma (Subhash Ghai, 1986), Janbaaz (Firoze Khan, 1986), Awaargi (Mahesh Bhatt, 1990), Lajja (Rajkumar Santoshi, 2001).

### Èxit
A partir de la carrera de Mashaal Anil Kapoor es va llançar, i va rodar contínuament: més de cinquanta pel·lícules en deu anys. És l'estrella masculina indiscutible dels anys 80 i principis dels 90, entre el "regnat" d’Amitabh Bachchan i l'arribada de Khan, Shahrukh, Aamir i Salman, actualment al capdavant. Té una sèrie d'èxits: Meri Jung (Subhash Ghai, 1985), Karma (Subhash Ghai, 1986), Mr India (Shekhar Kapur, 1987), Tezaab (N. Chandra, 1988), Parinda (Vidhu Vinod Chopra, 1989).
Segur de la seva notorietat, Anil Kapoor no dubta a sorprendre el públic, escollint papers més arriscats i pel·lícules com Eeshwar (K. Vishwanath, 1989) on interpreta un retardat mental que, tanmateix, aconsegueix portar la felicitat a la seva família, o Lamhe (Yash Chopra, 1991) que el veu interpretant a un jove de quaranta anys atret per una adolescent. Sens dubte avançat al seu temps, aquest últim va ser un fracàs comercial a l'Índia, però va tenir un gran èxit a l'estranger.
Per encarnar els seus personatges amb més veritat, s'atreveix a jugar amb la seva aparença en un moment en què els espectadors indis estan acostumats a trobar, de pel·lícula en pel·lícula, un heroi idèntic. Així és com s'envelleix a Eeshwar, s'afaita el famós bigoti a Lamhe, es dona un aspecte molt de moda - cabells llisos enrere i una petita perilla - a Taal (Subhash Ghai, 1999), es creua a Jhoot Bole Kawa Kaate (Hrishikesh). Mukherjee, 1999), es decolora els cabells a Musafir (Sanjay Gupta, 2004) o fins i tot porta una barba creixent i les ulleres estrictes d'un home esgotat a My Wife's Murder (Jiji Philip, 2005).

### Els anys 2000
A partir de la carrera de Mashaal Anil Kapoor es va llançar, i va rodar contínuament: més de cinquanta pel·lícules en deu anys. És l'estrella masculina indiscutible dels anys 80 i principis dels 90, entre el "regnat" d’Amitabh Bachchan i l'arribada de Khan, Shahrukh, Aamir i Salman, actualment al capdavant. Té una sèrie d'èxits: Meri Jung (Subhash Ghai, 1985), Karma (Subhash Ghai, 1986), Mr India (Shekhar Kapur, 1987), Tezaab (N. Chandra, 1988), Parinda (Vidhu Vinod Chopra, 1989).
Segur de la seva notorietat, Anil Kapoor no dubta a sorprendre el públic, escollint papers més arriscats i pel·lícules com Eeshwar (K. Vishwanath, 1989) on interpreta un retardat mental que, tanmateix, aconsegueix portar la felicitat a la seva família., o Lamhe (Yash Chopra, 1991) que el veu interpretant a un jove de quaranta anys atret per una adolescent. Sens dubte avançat al seu temps, aquest últim va ser un fracàs comercial a l'Índia, però va tenir un gran èxit a l'estranger.
Per encarnar els seus personatges amb més veritat, s'atreveix a jugar amb la seva aparença en un moment en què els espectadors indis estan acostumats a trobar, de pel·lícula en pel·lícula, un heroi idèntic Així és com s'envelleix a Eeshwar, s'afaita el famós bigoti a Lamhe, es dona un aspecte molt de moda - cabells llisos enrere i una petita perilla - a Taal (Subhash Ghai, 1999), es creua a Jhoot Bole Kawa Kaate (Hrishikesh). Mukherjee, 1999), es decolora els cabells a Musafir (Sanjay Gupta, 2004) o fins i tot porta una barba creixent i les ulleres estrictes d'un home esgotat a My Wife's Murder (Jiji Philip, 2005).
L'arribada de la maduresa no el desestabilitza El 2005, va interpretar amb la mateixa confiança un paper còmic en una pel·lícula de gran èxit, No Entry (Anees Bazmee), com a perdedor en un thriller rebutjat pel públic a My Wife's Murder. Ho veiem en paròdies alegres que ocupen els primers llocs de la taquilla índia com Welcome (Anees Bazmee, 2007), Race (Abbas-Mastan, 2008), Tashan (VK Acharya, 2008) així com en el paper d'un humanista amorós de la justícia a Black and White (Subhash Ghai, 2008).
Però per a Anil Kapoor, l'esdeveniment més significatiu del 2008 va ser sens dubte el seu primer compromís amb una producció internacional, Slumdog Millionaire de Danny Boyle. En aquesta pel·lícula guanyadora de diversos premis i que és un èxit arreu del món, interpreta al cínic presentador del programa de jocs Who Wants to Be a Millionaire, un personatge negatiu força inusual per a ell. Irònicament, aquest paper gairebé se li va escapar perquè, sense saber res del director escocès, s'hi anava a negar quan el seu fill, gran aficionat al cinema, el va convèncer perquè llegís el guió, que finalment el va convèncer.

### Carrera internacional

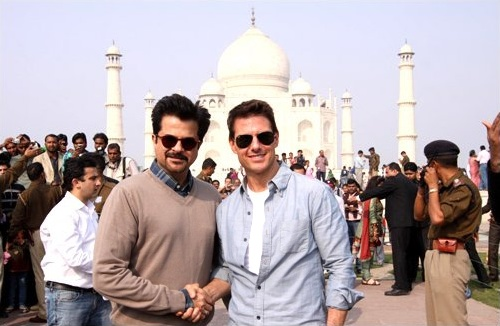
Al costat de Tom Cruise, a Agra, Índia, per promocionar Mission: Impossible: Protocol fantasma.

Aquest èxit global va obrir les portes als estudis nord-americans i el gener 2010 es va incorporar al repartiment de la vuitena temporada de la sèrie americana 24  on va interpretar Omar Hassan, el president progressista d'un país fictici de l'Orient Mitjà, la República Islàmica. de Kamistan L'any següent va fer el paper negatiu a Mission Impossible: Protocol fantasma de Brad Bird al costat de Tom Cruise.

### Productor
Cap de les pel·lícules produïdes per Anil Kapoor va tenir èxit comercial. Tanmateix, My Wife's Murder, un thriller crepuscular, i Gandhi, My Father (Feroz Abbas Khan, 2003), una pel·lícula històrica que aborda les difícils relacions del  Pare de la nació índia amb el seu fill, obtenir el reconeixement crític. Les comèdies, per contra, Badhaai Ho Badhaai (Satish Kaushik, 2002), Short Kut - The Con Is On (Neeraj Vora, 2009), No Problem (Anees Bazmee, 2010) així com Aisha (Rajshree Ojha, 2010) on ella interpreta a la filla, són ignorats o fins i tot criticats per la premsa.

## Filmografia
- 1979: Hamare Tumhare de Umesh Mehra

- 1980: Ek Baar Kaho de Lekh Tandon

- 1980: Vamsa Vriksham de Bapu

- 1980: Hum Paanch de Bapu

- 1982: Shakti de Ramesh Sippy

- 1983: Pallavi Anu Pallavi de Mani Ratnam

- 1983: Woh 7 Din de Bapu

- 1984: Mashaal de Yash Chopra

- 1984: Laila de Saawan Kumar Tak

- 1984: Andar Baahar de Raj N. Sippy

- 1984: Love Marriage de Mehul Kumar

- 1985: Mohabbat de Bapu

- 1985: Saaheb de Anil Ganguly

- 1985: Yudh de Rajiv Rai

- 1985: Meri Jung de Subhash Ghai

- 1986: Kahan Kahan Se Guzar de M. S. Sathyu

- 1986: Insaaf Ki Awaaz de D. Rama Naidu

- 1986: Pyaar Ka Sindoor de Bapu

- 1986: Chameli Ki Shaadi de Basu Chatterjee

- 1986: Aap Ke Saath de J. Om Prakash

- 1986: Janbaaz de Feroz Khan

- 1986: Pyar Kiya Hai Pyar Karenge de Vijay Reddy

- 1986: Karma de Subhash Ghai

- 1987: Itihaas de V. Joshi

- 1987: Mr. India de Shekhar Kapur

- 1987: Hifazat de Prayag Raj

- 1987: Thikana de Mahesh Bhatt

- 1988: Vijay de Yash Chopra

- 1988: Tezaab de N. Chandra

- 1988: Sone Pe Suhaaga de K. Bapaiah

- 1988: Inteqam de Rajkumar Kohli

- 1988: Kasam de Umesh Mehra

- 1988: Ram-Avtar de Sunil Hingorani

- 1989: Ram Lakhan de Subhash Ghai

- 1989: Parinda de Vidhu Vinod Chopra

- 1989: Kala Bazaar de Rakesh Roshan

- 1989: Joshilay de Sibte Hassan Rizvi

- 1989: Eeshwar de K. K. Vishwanath

- 1989: Rakhwala de K. Muralimohana

- 1989: Abhimanyu de Tony Juneja

- 1989: Aag Se Khelenge de Bhaskar Shetty

- 1990: Kishen Kanhaiya de Rakesh Roshan

- 1990: Ghar Ho To Aisa de Kalpataru

- 1990: Awaargi de Mahesh Bhatt

- 1990: Amba de Mohan Kumar

- 1990: Jamai Raja de Kodanda Rami Reddy A.

- 1990: Jeevan Ek Sangharsh de Rahul Rawail

- 1991: Khel de Rakesh Roshan

- 1991: Jigarwala de Swaroop Kumar

- 1991: Benaam Badsha de K. Ravi Shankar

- 1991: Pratikar de Rama Rao Tatineni

- 1991: Lamhe de Yash Chopra

- 1992: Heer Ranjha de Harmesh Malhotra

- 1992: Beta de Indra Kumar

- 1992: Zindagi Ek Juaa de Prakash Mehra

- 1992: Humlaa de N. Chandra

- 1992: Apradhi de K. Ravi Shankar

- 1993: Gurudev de Vinod Mehra

- 1993: Roop Ki Rani Choron Ka Raja de Satish Kaushik

- 1993: 1942: A Love Story de Vidhu Vinod Chopra

- 1994: Laadla de Raj Kanwar

- 1994: Andaz de David Dhawan

- 1994: Mr. Azaad de Rama Rao Tatineni

- 1995: Trimurti de Mukul Anand

- 1996: Rajkumar de Pankaj Parashar

- 1996: Loafer de David Dhawan

- 1996: Mr.Bechara de K. Bhagyaraja

- 1997: Virasat de Priyadarshan

- 1997: Judaai de Raj Kanwar

- 1997: Deewana Mastana de David Dhawan

- 1998: Gharwali Baharwali de David Dhawan

- 1998: Kabhi Na Kabhi de Priyadarshan

- 1998: Jhooth Bole Kauwa Kaate de Hrishikesh Mukherjee

- 1999: Hum Aapke Dil Mein Rehte Hain de Satish Kaushik

- 1999: Biwi No. 1 de David Dhawan

- 1999: Mann de Indra Kumar

- 1999: Taal de Subhash Ghai

- 2000: Bulandi de Rama Rao Tatineni

- 2000: Pukar de Rajkumar Santoshi

- 2000: Hamara Dil Aapke Paas Hai de Satish Kaushik

- 2000: Karobaar de Rakesh Roshan

- 2001: Nayak de S. Shankar

- 2001: Lajja de Rajkumar Santoshi

- 2002: Badhaai Ho Badhaai de Satish Kaushik

- 2002: Om Jai Jagadish de Anupam Kher

- 2002: Rishtey de Indra Kumar

- 2003: Armaan de Honey Irani

- 2003: Calcutta Mail de Sudhir Mishra

- 2004: Musafir de Sanjay Gupta

- 2005: Bewafaa de Dharmesh Darshan

- 2005: My Wife's Murder de Jijy Philip

- 2005: Chocolate de Vivek Agnihotri

- 2005: No Entry de Anees Bazmee

- 2006: Darna Zaroori Hai de J.D. Chakravarthi, Manish Gupta, Sajid Khan, Jijy Philip, Prawal Raman, Vivek Shah i Ram Gopal Varma

- 2007: Salam-e-Ishq de Nikhil Advani

- 2007: Welcome de Anees Bazmee

- 2008: Black and White de Subhash Ghai

- 2008: Race de Abbas Alibhai Burmawalla i Mastan Alibhai Burmawalla

- 2008: Tashan de Vijay Krishna Acharya

- 2008: Slumdog Millionaire de Danny Boyle

- 2008: Yuvvraaj de Subhash Ghai

- 2010: No Problem de Anees Bazmee

- 2010: 24 , temporada 8 (sèrie televisió)

- 2011: Mission impossible : Protocol Fantasma de Brad Bird

- 2012: Tezz (Priyadarshan)

- 2013: Race 2

- 2013: Shootout at Wadala

- 2013: Mahabharat

- 2013-2016: 24 india

- 2017: Mubarakan

- 2019: Ek Ladki Ko Dekha Toh Aisa Laga

- 2019: The Zoya Factor

## Premis
- Premis Nacionals de Cinema

- - 2001: Millor actor per Pukar

- Premis Filmfare

- - 1985: Millor actor secundari per Mashaal

- - 1989: Millor actor per Tezaab

- - 1993: Millor actor per Beta

- - 1998: Premi de la Crítica al millor actor per Virasat

- - 2000: Millor actor secundari per Taal

- Premis IIFA

- - 2000: Millor actor secundari per Taal

- - 2000: Millor interpretació en un paper còmic per Biwi No. 1

- Premi del Sindicat d'Actors de Cinema

- - 2009: Millor distribució per Slumdog Millionaire (premi col·lectiu)

- Premis Star Screen

- - 1998: Millor actor per Virasat

- - 2000: Millor actor secundari per Taal

- Premis Zee Cine

- - 2000: Millor actor secundari per Taal